# Prohn
Prohn est une commune de l'arrondissement de Poméranie-Occidentale-Rügen, Land de Mecklembourg-Poméranie-Occidentale.

## Géographie
La commune se situe dans un paysage plat entre le lac et la baie au sein du parc national du lagon de Poméranie occidentale.
Elle regroupe les quartiers de Muuks, Sommerfeld, Klein Damitz et Prohn. Sa population a doublé depuis 1990 en raison de sa proximité avec la ville de Stralsund.

## Histoire
La première mention écrite de Prohn date de 1240 lorsque l'évêque slave de Rügen confie la ville à Stralsund. Son nom vient probablement du dieu slave Péroun. Prohn est parfois le siège d'un bailliage royal et également le siège de la principauté de Rügen. En 1326, le village intègre le duché de Poméranie. 
L'église est construite en brique au XIIIe siècle sur une colline où il y avait un château de la maison princière slave.
Après la guerre de Trente Ans, il fait partie de la Poméranie suédoise. Puis en 1815, Prohn rejoint la province de Poméranie prussienne.